# EXILE CATCHY BEST
『EXILE CATCHY BEST』（エグザイル キャッチー ベスト）は、EXILEのベストアルバム。2008年3月26日にrhythm zoneから発売。

## 概要
「EXILE PERFECT YEAR 2008」の一環として発売する3枚のベストアルバムの第1弾。「CD+DVD」「CDのみ」の2形態で発売。初回限定盤のみスリーブケース仕様。
CDには、先行シングルの「Pure/You're my sunshine」など、これまでに発表されたEXILEのキャッチーなナンバーを中心に収録。グループの第一章時代の曲は、ATSUSHIとTAKAHIROにより再レコーディングされた新バージョンが収録されている。
収録曲「銀河鉄道999」は、ゴダイゴが1979年に発表した「銀河鉄道999」をカバーしたもので、ゴダイゴのリーダーミッキー吉野とEXILEのリーダーHIROは、同じ横浜市立浜中学校出身という縁がある。
DVDには、第二章以降のミュージックビデオ、メイキング映像を収録。初回盤には「Pure」LISMO Recommend EXILE（LISXILE Version）が収録。「real world」の新たなミュージックビデオにプロ野球選手の松坂大輔が出演した。
2009年3月、本作を含む3枚のベストアルバムの初回限定盤をまとめた『EXILE PERFECT YEAR 2008 ULTIMATE BEST BOX』が発売された。

## 主な記録
オリコン週間アルバムランキングでは2週連続の首位獲得となった。
本作はオリジナルアルバム『EXILE LOVE』以来、通算4作目のミリオンセラーとなった。
収録曲「銀河鉄道999」は、2017年3月に100万ダウンロードを記録し、日本レコード協会からミリオン認定された。

## 収録曲

### CD
1. Overture for EXILE PERFECT YEAR（Inst.）
作曲・編曲：中野雄太
  - TBS系『EXILE魂』第1期オープニングテーマ
2. Choo Choo TRAIN
作詞：佐藤ありす / 作曲：中西圭三 / 編曲：華原大輔
  - 10thシングルの再録バージョン
  - ZOOの4thシングルのカバー

24thシングル「SUMMER TIME LOVE」初回限定盤ボーナストラックとは異なるアレンジで収録。
3. Fly Away
作詞・作曲：SASA / 編曲：中野雄太
  - 3rdシングルの再録バージョン
  - テレビ東京系『北京オリンピック』中継テーマソング
4. Together
作詞：EXILE&Kenn Kato / 作曲：原一博 / 編曲：h-wonder
  - 8thシングル「Breezin' ～Together～」表題曲の再録バージョン
  - 25thシングル「時の描片 〜トキノカケラ〜/24karats -type EX-」初回限定盤ボーナストラック
5. Carry On
作詞：SHUN / 作曲：原一博 / 編曲：春川仁志
  - 14thシングルの1曲目の再録バージョン
6. real world
作詞：Kenn Kato / 作曲：山口寛雄 / 編曲：中野雄太
  - 15thシングルの再録バージョン
  - 日本テレビ系『2008MLB開幕シリーズ』イメージソング
7. HERO
作詞：SHUN / 作曲：原一博 / 編曲：川端良征
  - 17thシングルの再録バージョン
  - 26thシングル「I Believe」初回限定盤ボーナストラック
8. EXIT
作詞：秋元康 / 作曲：原一博 / 編曲：華原大輔
  - 18thシングルの再録バージョン
9. Everything
作詞：ATSUSHI / 作曲・編曲：h-wonder
  - 21stシングル
  - テレビ朝日系ドラマ『家族〜妻の不在・夫の存在〜』主題歌
10. WON'T BE LONG feat. NEVER LAND
作詞・作曲：Bro.KORN / 編曲：h-wonder
  - バブルガム・ブラザーズのカバー
  - EXILE&倖田來未のコラボレーションシングルのアルバムバージョン
  - 5thアルバム『EXILE EVOLUTION』収録曲
11. SUMMER TIME LOVE
作詞：ATSUSHI / 作曲：真白リョウ / 編曲：水島康貴
  - 24thシングル
  - 山崎製パン「ランチパック」CMソング
  - 日本テレビ系『スッキリ!!』2007年5月度エンディングテーマ
  - 日本テレビ系『GOOD LOOKIN′CLUB』2007年5月度エンディングテーマ
  - エムティーアイ「music.jp」CMソング
12. 時の描片 〜トキノカケラ〜
作詞・作曲：宮地大輔 / 編曲：宮地大輔&Chikara Hazama / ストリングスアレンジ：CHIKA
  - 25thシングルの1曲目
  - フジテレビ系ドラマ『山おんな壁おんな』主題歌
13. I Believe
作詞：TAKAHIRO / 作曲・編曲：浅田将明
  - 26thシングル
  - エムティーアイ「music.jp」CMソング
14. Pure
作詞：ATSUSHI / 作曲・編曲：春川仁志
  - 27thシングルの1曲目
  - au「LISMO」CMソング
  - au「W54S」CMソング
15. You're my sunshine
作詞：TAKAHIRO / 作曲・編曲：原一博
  - 27thシングルの2曲目
  - 映画『チーム・バチスタの栄光』主題歌
  - エムティーアイ「music.jp」CMソング
16. 銀河鉄道999 feat. VERBAL（m-flo）
作詞：奈良橋陽子、山川啓介 / RAP詞：VERBAL / 作曲：タケカワユキヒデ / 編曲：中野雄太
  - ゴダイゴの11thシングルのカバー
  - キリンビール「麒麟 ZERO」CMソング[7]
  - 東武鉄道「東武特急スペーシア スカイツリーエクスプレスでGO!」CMソング

### DVD
※CD+DVDのみ
- Video Clip
  1. Choo Choo TRAIN（New Version）
  2. 銀河鉄道999 feat. VERBAL（m-flo）
  3. real world（New Version）
  4. Everything
  5. SUMMER TIME LOVE
  6. 時の描片 〜トキノカケラ〜（CATCHY BEST Version）
  7. I Believe
  8. Pure
- PV Making
  1. Choo Choo TRAIN（New Version）
  2. 銀河鉄道999 feat. VERBAL（m-flo）
  3. real world（New Version）
  4. Everything
  5. SUMMER TIME LOVE
  6. I Believe
  7. Pure
- Bonus映像
  1. 「Pure」LISMO Recommend EXILE（LISXILE Version）
初回盤のみ収録。